# USS Jefferson City (SSN-759)
| «Джефферсон-Сіті»                                         | «Джефферсон-Сіті»                       | «Джефферсон-Сіті»                       |
| --------------------------------------------------------- | --------------------------------------- | --------------------------------------- |
| USS Jefferson City (SSN-759)                              |                                         |                                         |
|                                                           |                                         |                                         |
|                                                           |                                         |                                         |
| Порт приписки                                             | Перл-Харбор, Гаваї                      | Перл-Харбор, Гаваї                      |
| Спуск на воду                                             | 17 серпня 1990 року                     | 17 серпня 1990 року                     |
| Сучасний статус                                           | В активній службі                       | В активній службі                       |
| Проєкт                                                    |                                         |                                         |
| Класифікація НАТО                                         | Los Angeles class                       | Los Angeles class                       |
| Основні характеристики                                    |                                         |                                         |
| Швидкість (надводна)                                      | 20 вузлів                               | 20 вузлів                               |
| Швидкість (підводна)                                      | 20 вузлів                               | 20 вузлів                               |
| Робоча глибина занурення                                  | до 280 метрів                           | до 280 метрів                           |
| Гранична глибина занурення                                | 450 метрів                              | 450 метрів                              |
| Екіпаж                                                    | 12 офіцерів, 98 матросів                | 12 офіцерів, 98 матросів                |
| Розміри                                                   |                                         |                                         |
| Довжина найбільша (по КВЛ)                                | 110,3 метра                             | 110,3 метра                             |
| Ширина корпусу найб.                                      | 10 метрів                               | 10 метрів                               |
| Середня осадка (по КВЛ)                                   | 9,4 метра                               | 9,4 метра                               |
| Водотоннажність надводна                                  | 6096 тонн                               | 6096 тонн                               |
| Силова установка                                          |                                         |                                         |
| 1 турбіна потужністю 30 000 к.с. з приводом одного гвинта |                                         |                                         |
| Озброєння                                                 |                                         |                                         |
| Торпедно- мінне озброєння                                 | 4 × 21 (533 мм) торпедні апарати        | 4 × 21 (533 мм) торпедні апарати        |
| Ракетне озброєння                                         | 12 ракет Томагавк вертикального запуску | 12 ракет Томагавк вертикального запуску |

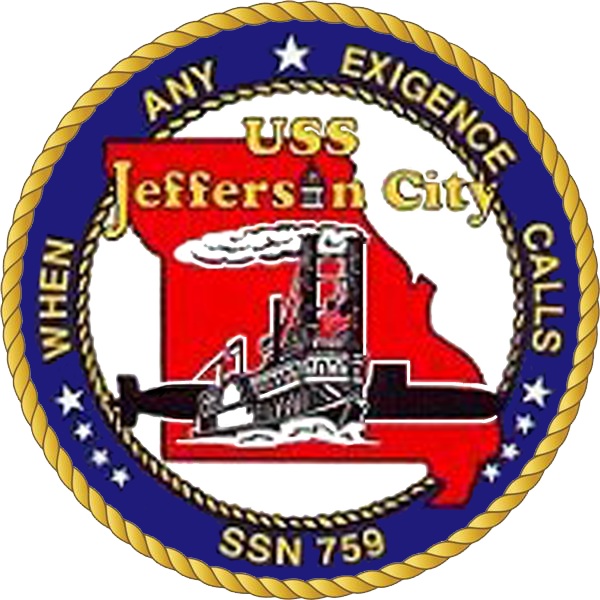
Емблема човна

«Джефферсон-Сіті» (англ. USS Jefferson City (SSN-759)) — багатоцільовий атомний підводний човен, є 48-тим в серії з 62 підводних човнів типу «Лос-Анджелес», побудованих для ВМС США. Він став першим кораблем ВМС США з такою назвою. Підводний човен названий на честь міста Дже́фферсон-Сіті, адміністративного центру штату Міссурі. Призначений для боротьби з підводними човнами і надводними кораблями противника, а також для ведення розвідувальних дій, спеціальних операцій, перекидання спецпідрозділів, нанесення ударів, мінування, пошуково-рятувальних операцій. Субмарина належить до третьої серії (Flight III) модифікації підводних човнів типу «Лос-Анджелес».
Контракт на будівництво підводного човна був укладений 26 листопада 1984 з американською корабельнею Newport News Shipbuilding, яка розташована в Ньюпорт-Ньюс, штат Вірджинія. Церемонія закладання кіля відбулася 21 вересня 1987 року. 17 серпня 1990 року відбулася церемонія хрещення. Хрещеною матір'ю стала Сьюзан Скелтон. Субмарина спущена на воду 23 серпня 1991 року. Здана в експлуатацію 29 лютого 1992 року. Портом приписки є військово-морська база Перл-Харбор, штат Гаваї, субмарина входить до сладу 7 ескадри підводних човнів.